# Algirdas Šocikas
Algirdas Šocikas (ur. 14 maja 1928 w miejscowości Žalias Ostempas w rejonie koszedarskim, zm. 21 listopada 2012 w Kownie) – litewski bokser walczący w barwach ZSRR, dwukrotny mistrz Europy.
Występował w wadze ciężkiej (powyżej 81 kg). Na igrzyskach olimpijskich w 1952 w Helsinkach pokonał Antoniego Gościańskiego, ale przegrał w ćwierćfinale z Andriesem Niemanem z ZPA.
Zdobył złoty medal na mistrzostwach Europy w 1953 w Warszawie, wygrywając w finale z Bogdanem Węgrzyniakiem. Powtórzył ten sukces na mistrzostwach Europy w 1955 w Berlinie Zachodnim.
Šocikas był mistrzem ZSRR w wadze ciężkiej w 1950, 1951, 1952, 1953, 1954 i 1956 oraz wicemistrzem w 1949.
Występował w klubie Žalgiris Kowno. W kraju rywalizował początkowo z legendarnym mistrzem lat 40. Nikołajem Korolewem, a później z Lwem Muchinem. Po zakończeniu kariery został trenerem. Jego uczniami byli m.in. Ričardas Tamulis, Jonas Čepulis i Juozas Juocevičius.
Został pochowany na cmentarzu Pietraszuńskim w Kownie.